# Lukó
Lukó (szlovákul: Lukov, németül: Dornau) község Szlovákiában, az Eperjesi kerület Bártfai járásában. Venéce tartozik hozzá.

## Fekvése
Bártfától 21 km-re nyugatra, a Tapoly partján fekszik.

## Története
1264-ben említik először. 1355-ben a nógrádi vár tartozéka volt. A falut a 15. században a vlach jog alapján telepítették. 1427-ben nem kellett adóznia. A 17. század végén dögvész pusztított a településen és sok lakója elmenekült. 1787-ben 59 háza és 445 lakosa volt. A 18. században alapították a falu fürdőjét. Az Aspremontok tulajdonában állt.
A 18. század végén Vályi András így ír róla: „LUKO. Lukov. Orosz falu Sáros Várm. földes Ura G. Áspermont Uraság, lakosai leg inkább ó hitűek, fekszik Bártfához más fél mértföldnyire, határja ollyan mint Livónak, mellynek szomszédságában van.”
A 19. században az Anhaltok birtoka. 1828-ban 112 házában 870 lakos élt. Lakói juhtenyésztéssel, fazsindely készítéssel, szénégetéssel, erdei munkákkal foglalkoztak.
Fényes Elek 1851-ben kiadott geográfiai szótárában így ír a faluról: „Lukó, orosz falu, Sáros vmegyében, Lénártóhoz 1 órányira: 57 róm., 762 görög kath., 6 evang., 16 zsidó lak. Görög kath. paroch. templom. Papiros- és fürészmalom. Nagy erdő. F. u. gr. Forgács. Ut. p. Bártfa.”
A trianoni diktátum előtt Sáros vármegye Bártfai járásához tartozott.

## Népessége
| Év:            | 1994. | 2004.    | 2014.   | 2024.   |
| -------------- | ----- | -------- | ------- | ------- |
| Emberek száma: | 454   | 576      | 618     | 663     |
| Eltérés:       |       | +26,87 % | +7,29 % | +7,28 % |

| Év:            | 2023. | 2024.   |
| -------------- | ----- | ------- |
| Emberek száma: | 649   | 663     |
| Eltérés:       |       | +2,15 % |

1910-ben 654, többségben ruszin lakosa volt, jelentős német kisebbséggel.
2001-ben 560 lakosából 523 szlovák és 19 ruszin volt.
2011-ben 586 lakosából 392 szlovák, 91 cigány és 38 ruszin.

## Nevezetességei
- A hozzá tartozó Venéce görögkatolikus temploma 1708-ban épült, ikonosztáza 18. századi, de egyes képei 17. századiak.

## Lásd még
- Venéce